# Кузово (Износковский район)
Ку́зово (Спас-Кузова) — историческая местность в Износковском районе Калужской области России.  До упразднения уездно-губернского деления село,  административный центр Кузовской волости Можайского, а затем Медынского уезда. Сохранилось действующее кладбище.

## Название
Именовалось как: Спасское, Спаское, Кузовы, Спас-Кузовы, Кузова. 
Ойконим восходит к ку́зов — заплечный короб или корзина для сбора ягод и грибов. В финском языке слово «kuusi» означает «ель, еловый». На родственном языке мордвы-эрзя куз также означает «ёлка». Окончание гидронимов «ва» — переводится как вода, река. Слово Кузова можно перевести как «еловая река». Приставка «Спас» указывает на церковь, сооруженную в честь праздника Преображения Господа Бога и Спаса нашего Иисуса Христа (6 августа — «Яблочный спас»), стоящую в селе.

## География
Располагалась между селом Шанский завод и деревней Терехово в Износковском районе, примерно в 5-х километрах от села Шанский Завод, на правом берегу реки Шаня. 

## История

### XVII век
В начале XVII века Спасская церковь, в древние времена построенная на Спасском погосте в Кузовах, была уничтожена во время литовского разорения. Церковь относилась к Можайской десятине Московской епархии и стояла она в стане Брагин Холм Можайского уезда.
1668 год: В Можайских писцовых книгах Церковная земля, что у Спаса на Кузовах относится к Медынскому уезду, оброк за неё — 6 денег в год, владеют ей крестьяне села Прудок, князя Михаила Андреевича Шаховского: Оброска Степанов с товарищами. Земля эта находилась на реке Хухлеке (Пухлейке — на арго калужских ремесленников — подушка ) , слева от дороги от села Прудок к пустоши.
1676 год: В дозорных книгах Патриаршего Казённого приказа церковная земля Всемилостивого Спаса в Кузовах относится к государевой дворцовой Кузовской волости и включает 2 чети (1 десятину) пахотной земли, 8 четей (4 десятины) поля, заросшего лесом, на земле под паром сена 5 копен. Церковной землей владеет крестьянин Устин Михайлов из села Прудок, за пользование платит в патриаршую казну 6 денег в год. В писцовых книгах Можайского уезда Никифора Неплюева 1626—1627 год Спасской земли в Кузовах нет, также она не упоминается в письмах и окладах жилых(действующих) церквей Якова Львова 1653 года.
1684 год, дворянин К. Н. Брыкин прислал челобитную в Холопий приказ челобитную с просьбой прислать приставов за беглыми крестьянами из поместья его отца в Пусторжевском уезде (Псков). В Кузовскую волость, где проживали беглые, были посланы два пристава, которые должны были взять у волостного приказчика понятых старост и целовальников, поймать крестьян и доставить их в Дворцовый судный приказ. Приставы предъявили приказчику послушную грамоту (предписание) и он дал память(напоминание) в волость. Когда приставы В Кузовской волости приставы предъявили память (предписание приказа) старосте и взяли понятых — деревенского старосту, десятского и трёх крестьян. Приставы и понятые задержали в деревне Стрелиной Кузовской волости крестьянина Михайлова. Крестьяне Стрелино вышли на них «с дубьем» и не дали задержать остальных крестьян, а пойманного собирались отбить.
1679 год, 29 октября Крестьянин села Спасское дворцовой Кузовской волости, Мишка Григорьев с товарищами пишут челобитную патриарху о благословении на строительство церкви во Имя Преображения Господня на прежнем месте.
1691 год, 22 февраля из Приказа Большого Дворца по указу великих государей(Ивана V и Петра I) в Казённый Приказ за приписью дьяка Михаила Воинова было написано:
селе деревянную церковь Преображения Господня с колокольней. Церковь однопрестольная, одноглавая с восьмигранным барабаном. Иконостас пятиярусный. Старая восьмигранная столпообразная колокольня.

### XVIII век
1705 год: Кузовская и Гиреевская волости являются дворцовым волостями Можайского уезда.
1724 год: На карте Делиля деревня значится как село Спаское.
1762 год: Кузовская(центр: Спас-Кузово) и Гиреевская(центр: Гиреево) дворцовые волости отходят во владение графу Александру Ивановичу Шувалову по именному указу императора Петра III от 9 июня 1762 года.
1763 год: В газете «Петербургские ведомости» № 9 от 7 января 1763 года указывается, что, Императрица Екатерина II удовлетворяет прошение генерал-фельдмаршала, графа А. И. Шувалова о вечной отставке по слабости здоровья и с учётом долгой, добропорядочной службы. Также Екатерина II сохраняет за Шуваловым выбранные им земли в дворцовых волостях Кузовская и Гиреево.
1774 год: На карте Московской провинции Горихвостова село значится как Кузовы.
1782-1784 год: Селом Спаское(Кузово) и прилегающими к нему деревнями Бизяево, Становое, Шевнево, Водопьяново, Азарово, Шугайлово, Павлищево, Юсово, Терехово, Юрманово, Родионово, Есовицы, владеет вдовствующая графиня Екатерина Ивановна Шувалова.
Само село описано, как стоящее по обе стороны речки Полуночной(Западной) Любенки (правый приток Шани, исток [55°06′11″ с. ш. 35°29′25″ в. д.], устье [55°07′26″ с. ш. 35°31′03″ в. д.], длина около 3,5 км ) .Сейчас эта река на картах имени не имеет. При селе Спаское(Кузово) имелась земля на берегах реки Пухлянки(сейчас пересохла) и правой стороне безымянного отвершка. Всего земли 39 десятин и 304 сажени.
1785 год: На карте Калужского наместничества село Кузово показано в составе Медынского уезда.

### XIX век
31 октября (19 октября) 1812 года Через Кузово на Вязьму от Кременского выступила русская армия под предводительством фельдмаршала Кутузова. Документально подтверждено, что 01 ноября (20 октября) 1812 года фельдмаршал располагался в Кузово.
1832 год: Обновляется сельская деревянная церковь. Во время ремонта перестроена в трёхъярусную с квадратным основанием.
1850 год: На трёхверстовой военно-топографческой карте Калужской губернии нанесён господский дом Петропавловское
1856 год: Село Кузово с деревнями, хуторами и пустошами во владении гусарского капитана Государственного ополчения Петра Павловича Шувалова,
1859 год: В «Списках населённых мест Калужской губернии» Кузово (тогда Кузово-Спас или Спас-Кузовы) — владельческое село 2 стана Медынского уезда, располагающаяся на Тракт Медынь-Гжатск. Село располагается около реки Шани, в 28 верстах от Медыни. В деревне 19 дворов и 179 жителей.
1864 год: В сельце Петропавловском (Кузовье) [55°06′11″ с. ш. 35°29′25″ в. д.], построенном, вероятно, Шуваловыми в первой половине XIX века, находится водяная мельница о двух подставах (опорах) с плотиной для пешеходов.
1882 год: Реставрируется церковь.

### XX век
1914 год: В «Списках населённых мест Калужской губернии» Кузово — центр Кузовской волости Медынского уезда. В селе проживало 178 человек, имелась школа.
1918 год: Священник села Кузово, Александр Добронравов, был расстрелян большевиками за молебен и панихиду о Николае Кровавом в ходе Медынского восстания.
Великая Отечественная война
сокращения: А — армия, ап — артиллерийский полк, сд — стрелковая дивизия, сп — стрелковый полк

#### 1942 год
22 января По данным местных жителей Кузово занято немцами.
26 января 1289 стрелковому полку(сп) совместно с 97 артиллерийским полком 110-й стрелковой дивизии приказано овладеть селом Кузово и деревней Водопьяново.
28 января в 8:30 1289 сп 110-й стрелковой дивизии занимает Кузово. Противник сжёг село, оставив только 5 целых домов

#### 1987 год
На картах СССР значится как «Урочище Кузово».

## Транспорт
В настоящее время пересекается автомобильной дорогой общего пользования регионального значения 29 ОП МЗ 29Н-192 (Износки —Шанский Завод — Михали). Покрытие дороги в районе Кузово — бетонное, с присыпкой песком. 

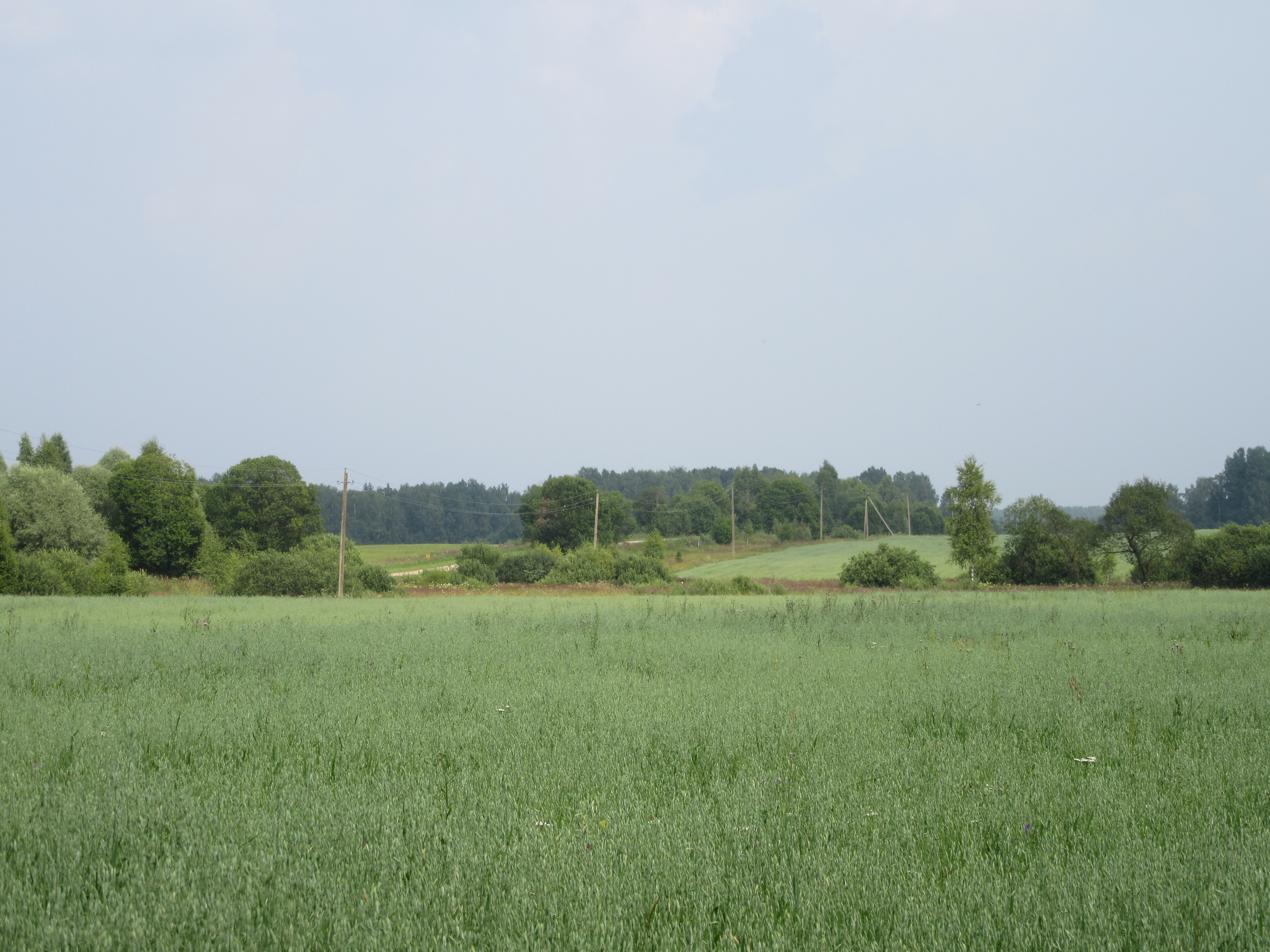
Местность южнее урочища Кузово (Износковский район)

## Статьи и публикации
- Алексей Золотин. Износу им не будет // Весть : газета. — 2014. — 8 апреля.
- С самого начала Крещения Руси в Калужском крае стали возводиться храмы, которые, к сожалению, не пережили монгольского нашествия // Rushkolnik : сетевая библиотека. — 2012. — 16 декабря.